# Oerlikon Skyranger
Oerlikon Skyranger est un système de défense aérienne rapprochée mobile développé par la filiale suisse de la société allemande Rheinmetall. La Skyranger est une tourelle téléopérée qui a été conçue pour être très modulable. Elle peut accueillir différents types d’armement, canon de 30 ou de 35 mm, ou missiles, et laser, assistés par un radar à antenne active [AESA] en bande X, un viseur jour/nuit et autres capteurs optroniques. Elle peut être montée sur différents véhicules à roues ou chenillés.

## Caractéristiques
Le système antiaérien complet Skyshield de Rheinmetall au niveau d'une unité tactique se compose de plusieurs véhicules (environ sept) avec des tâches différentes :
- Le nœud de contrôle 1 (CN1) permet la commande et le contrôle d'une unité tactique. Il fournit aux opérateurs les fonctionnalités de contrôle nécessaires à la conduite de la défense antiaérienne. Cela inclut la commande des capteurs, ciblage, supervision des armes et contrôle de l'engagement (répartition du feu). Le CN1 est installé dans un véhicule blindé (par exemple ARTEC Boxer).
- Le nœud de contrôle 2 (CN2) permet de commander une batterie de système Skyranger, le commandant du CN2 est responsable du commandement et du contrôle de toutes les unités tactiques et de la chaîne de commandement vers l'échelon supérieur.
- Plusieurs véhicules avec une tourelle Skyranger et un canon Oerlikon de calibre 30 ou 35 mm[1].
- Plusieurs véhicules avec une tourelle Skyranger version lance-missiles (un lance-missiles par exemple pour FIM-92 Stinger), le missile SkyKnight (en) développé spécialement pour ce véhicule devrait être opérationnel en 2026.

## Histoire
Le système a été révélé pour la première fois au public en 2009. En septembre 2021, Rheinmetall a présenté un modèle fonctionnel de la  solution hybride Skyranger 30 HEL à la centrale d'approvisionnement suisse Armasuisse. En plus d'un canon de 30 mm et de missiles guidés, la tourelle dispose également d'un laser à haute énergie. Des puissances laser de 20-50 kW sont prévues dans une première phase de mise en œuvre.
Il est choisi par l'armée allemande pour devenir le successeur du Flakpanzer Gepard (dix-neuf exemplaires sur Boxer, pour 565 millions d’euros, avec une option pour trente unités de plus). Il est également commandé par le Danemark (seize exemplaires sur Piranha 8×8) et l'Autriche (trente-six exemplaires montés sur Pandur). En 2023, la Hongrie commande son adaptation sur Lynx, pour 30 millions d'Euros.
En janvier 2025, l'armée de terre néerlandaise annonce la commande de 22 systèmes sur ACSV G5 (en) (1,35 milliard d'Euros) pour remplacer ses 18 Fenneck SWP, armés de deux FIM-92 Stinger.

## Liens et références externes
- www.rheinmetall-defence.com: Oerlikon Skyranger Mobiles Flugabwehrsystem
- Oerlikon Skyranger Boxer Mobile Air Defence System – Rheinmetalls hochmobiler FlaK-Radpanzer für die bodengestützte Luftverteidigung (conférence de presse du 11 Juin 2018)
- Der Skyranger 30 HEL Rheinmetalls Hybridlösung für moderne mobile bedrohungsadäquate Flugabwehr (conférence de presse du 4 février 2022)
- youtube.com: Video: praktische Vorführung